# Катріна Адамс
Катріна Адамс (англ. Katrina Adams, нар. 5 серпня 1968) — колишня американська тенісистка. Спеціалізувалася в парній грі, найвищу парну позицію світового рейтингу — 8 місце досягла в серпні 1989 року. Завершила кар'єру 1999 року.

## Фінали Туру WTA

### Одиночний розряд 2 (0–2)
| Легенда                       |
| ----------------------------- |
| Турніри Великого шолома (0/0) |
| WTA Championships (0/0)       |
| Tier I (0/0)                  |
| Tier II (0/0)                 |
| Tier III (0/0)                |
| Tier IV & V (0/2)             |

| Результат | Ранг | Дата             | Турнір     | Покриття   | Опонент           | Рахунок  |
| --------- | ---- | ---------------- | ---------- | ---------- | ----------------- | -------- |
| Поразка   | 1.   | 1 лютого 1988    | Wellington | Тверде     | Джилл Гетерінгтон | 6–1, 6–1 |
| Поразка   | 2.   | 4 листопада 1991 | Brentwood  | Тверде (i) | Сабін Аппельманс  | 6–2, 6–4 |

### Парний розряд 36 (20–16)
| Легенда                       |
| ----------------------------- |
| Турніри Великого шолома (0/0) |
| Olympic Gold (0/0)            |
| WTA Championships (0/0)       |
| Virginia Slims (2/0)          |
| Tier I (1/1)                  |
| Tier II (4/5)                 |
| Tier III (6/4)                |
| Tier IV & V (7/6)             |

| Результат | Ранг | Дата              | Турнір                      | Покриття   | Партнер                 | Опоненти                                 | Рахунок            |
| --------- | ---- | ----------------- | --------------------------- | ---------- | ----------------------- | ---------------------------------------- | ------------------ |
| Перемога  | 1.   | 7 грудня 1987     | Гуаружа                     | Тверде     | Черіл Джонс             | Джилл Гетерінгтон Мерседес Пас           | 6–4, 4–6, 6–4      |
| Перемога  | 2.   | 7 березня 1988    | Бока-Ратон                  | Тверде     | Зіна Гаррісон           | Клаудія Коде-Кільш Гелена Сукова         | 4–6, 7–5, 6–4      |
| Поразка   | 1.   | 11 квітня 1988    | Amelia Island Championships | Ґрунт      | Пенні Барг              | Зіна Гаррісон Ева Пфафф                  | 4–6, 6–2, 7–6(7–5) |
| Перемога  | 3.   | 18 квітня 1988    | Х'юстон                     | Ґрунт      | Зіна Гаррісон           | Лорі Макніл Мартіна Навратілова          | 6–7(4–7), 6–2, 6–4 |
| Поразка   | 2.   | 24 жовтня 1988    | Індіанаполіс                | Тверде (i) | Зіна Гаррісон           | Лариса Савченко-Нейланд Наташа Звєрєва   | 6–2, 6–1           |
| Перемога  | 4.   | 25 листопада 1988 | Токіо                       | Килим      | Зіна Гаррісон           | Джиджі Фернандес Робін Вайт              | 7–5, 7–5           |
| Перемога  | 5.   | 30 січня 1989     | Toray Pan Pacific Open      | Килим      | Зіна Гаррісон           | Джиджі Фернандес Клаудія Коде-Кільш      | 6–3, 3–6, 7–6(7–5) |
| Перемога  | 6.   | 27 лютого 1989    | Connecticut Open            | Тверде     | Пем Шрайвер             | Патті Фендік Джилл Гетерінгтон           | 3–6, 6–1, 6–4      |
| Перемога  | 7.   | 24 квітня 1989    | Х'юстон                     | Ґрунт      | Зіна Гаррісон           | Джиджі Фернандес Лорі Макніл             | 6–3, 6–4           |
| Перемога  | 8.   | 22 травня 1989    | Женева                      | Ґрунт      | Лорі Макніл             | Лариса Савченко-Нейланд Наташа Звєрєва   | 2–6, 6–3, 6–4      |
| Перемога  | 9.   | 19 червня 1989    | Eastbourne International    | Трава      | Зіна Гаррісон           | Яна Новотна Гелена Сукова                | 6–3 ret.           |
| Перемога  | 10.  | 23 жовтня 1989    | Брайтон                     | Килим      | Лорі Макніл             | Гана Мандлікова Яна Новотна              | 4–6, 7–6(9–7), 6–4 |
| Перемога  | 11.  | 30 жовтня 1989    | Індіанаполіс                | Тверде (i) | Лорі Макніл             | Клаудія Порвік Лариса Савченко-Нейланд   | 6–4, 6–4           |
| Поразка   | 3.   | 5 листопада 1990  | Індіанаполіс                | Тверде (i) | Джилл Гетерінгтон       | Патті Фендік Мередіт Макґрат             | 6–1, 6–1           |
| Поразка   | 4.   | 18 лютого 1991    | Оклагома-Сіті               | Тверде (i) | Джилл Гетерінгтон       | Мередіт Макґрат Енн Сміт                 | 6–2, 6–4           |
| Поразка   | 5.   | 22 липня 1991     | Westchester                 | Тверде     | Лорі Макніл             | Розалін Феербенк Ліз Грегорі             | 7–5, 6–4           |
| Перемога  | 12.  | 5 серпня 1991     | Альбукерке                  | Тверде     | Ізабель Демонжо         | Ліз Грегорі Пінат Луї Гарпер             | 6–7(2–7), 6–4, 6–3 |
| Поразка   | 6.   | 11 листопада 1991 | Індіанаполіс                | Тверде (i) | Мерседес Пас            | Патті Фендік Джиджі Фернандес            | 6–4, 6–2           |
| Поразка   | 7.   | 10 лютого 1992    | Чикаго                      | Килим      | Зіна Гаррісон           | Мартіна Навратілова Пем Шрайвер          | 6–4, 7–6(9–7)      |
| Поразка   | 8.   | 17 лютого 1992    | Оклагома-Сіті               | Тверде (i) | Манон Боллеграф         | Лорі Макніл Ніколь Брадтке               | 3–6, 6–4, 7–6(8–6) |
| Перемога  | 13.  | 9 листопада 1992  | Індіанаполіс                | Тверде (i) | Елна Рейнах             | Сенді Коллінз Мері-Лу Деніелс            | 5–7, 6–2, 6–4      |
| Перемога  | 14.  | 8 лютого 1993     | Чикаго                      | Килим      | Зіна Гаррісон           | Емі Фрейзер Кімберлі По                  | 7–6(9–7), 6–3      |
| Поразка   | 9.   | 15 лютого 1993    | Оклагома-Сіті               | Тверде (i) | Манон Боллеграф         | Патті Фендік Зіна Гаррісон               | 6–3, 6–2           |
| Перемога  | 15.  | 22 березня 1993   | Х'юстон                     | Ґрунт      | Манон Боллеграф         | Євгенія Манюкова Радомира Зрубакова      | 6–3, 5–7, 7–6(9–7) |
| Поразка   | 10.  | 28 березня 1993   | Volvo Car Open              | Ґрунт      | Манон Боллеграф         | Джиджі Фернандес Наташа Звєрєва          | 6–3, 6–1           |
| Перемога  | 16.  | 1 листопада 1993  | Tournoi de Québec           | Тверде (i) | Манон Боллеграф         | Катарина Малеєва Наталі Тозья            | 6–4, 6–4           |
| Перемога  | 17.  | 8 листопада 1993  | Філадельфія                 | Килим      | Манон Боллеграф         | Кончіта Мартінес Лариса Савченко-Нейланд | 6–2, 4–6, 7–6(9–7) |
| Поразка   | 11.  | 14 лютого 1994    | Оклагома-Сіті               | Тверде (i) | Манон Боллеграф         | Патті Фендік Мередіт Макґрат             | 7–6(7–3), 6–2      |
| Поразка   | 12.  | 21 березня 1994   | Х'юстон                     | Ґрунт      | Зіна Гаррісон           | Манон Боллеграф Мартіна Навратілова      | 6–4, 6–2           |
| Поразка   | 13.  | 13 лютого 1995    | Оклагома-Сіті               | Тверде (i) | Бренда Шульц-Маккарті   | Ніколь Арендт Лаура Голарса              | 6–4, 6–3           |
| Поразка   | 14.  | 30 жовтня 1995    | Silicon Valley Classic      | Килим      | Зіна Гаррісон           | Лорі Макніл Гелена Сукова                | 3–6, 6–4, 6–3      |
| Поразка   | 15.  | 19 лютого 1996    | Оклагома-Сіті               | Тверде (i) | Деббі Грем              | Чанда Рубін Бренда Шульц-Маккарті        | 6–4, 6–3           |
| Перемога  | 18.  | 6 травня 1996     | Hungarian Ladies Open       | Ґрунт      | Деббі Грем              | Радка Бобкова Ева Меліхарова             | 6–3, 7–6(7–3)      |
| Перемога  | 19.  | 13 травня 1996    | Cardiff                     | Ґрунт      | Маріан де Свардт        | Ельс Калленс Лоранс Куртуа               | 6–0, 6–4           |
| Перемога  | 20.  | 9 червня 1997     | Birmingham Classic          | Трава      | Лариса Савченко-Нейланд | Наталі Тозья Лінда Вілд                  | 6–2, 6–3           |
| Поразка   | 16.  | 12 січня 1998     | Sydney International        | Тверде     | Мередіт Макґрат         | Мартіна Хінгіс Гелена Сукова             | 6–1, 6–2           |

## Досягнення в одиночних змаганнях
| Турніри Великого Шлему                 |    |    |    |    |    |    |    |    |    |    |    |       |
| Відкритий чемпіонат Австралії з тенісу | A  | 1р | 2р | 1р | A  | 3р | LQ | LQ | LQ | A  | 1р | 4–8   |
| Відкритий чемпіонат Франції з тенісу   | A  | 1р | 1р | LQ | LQ | 1р | LQ | LQ | A  | 1р | LQ | 4–9   |
| Вімблдонський турнір                   | A  | 2р | 3р | 1р | LQ | 2р | LQ | 1р | 1р | 2р | LQ | 18–10 |
| Відкритий чемпіонат США з тенісу       | LQ | 1р | 1р | 1р | LQ | A  | 1р | 1р | 3р | 1р | LQ | 7–10  |

## Досягнення в парних змаганнях
| Турніри Великого Шлему                 |    |    |    |    |    |    |    |    |    |    |    |    |    |    |       |
| Відкритий чемпіонат Австралії з тенісу | A  | A  | 3р | 3р | 3р | A  | ЧФ | 3р | 2р | 1р | A  | 2р | 1р | 1р | 13–10 |
| Відкритий чемпіонат Франції з тенісу   | A  | A  | ЧФ | ЧФ | 3р | 3р | ЧФ | ЧФ | 1р | ЧФ | ЧФ | 2р | 3р | 1р | 25–12 |
| Вімблдонський турнір                   | A  | A  | ПФ | ЧФ | 3р | ЧФ | 3р | 1р | 2р | 3р | ЧФ | 3р | 3р | 1р | 23–12 |
| Відкритий чемпіонат США з тенісу       | 1р | 1р | 2р | 3р | 3р | ЧФ | A  | 3р | ЧФ | 3р | 2р | 3р | 2р | 1р | 19–13 |